# Gare de Porto-Campanhã
La gare de Porto-Campanhã se trouve à Porto et est le terminus de la Linha do Norte en provenance de Lisbonne. Elle est également située sur la Linha do Minho, qui mène de la gare du centre-ville de São Bento à Portuens via Campanhã à la gare frontière de Valença et à Vigo en Espagne.

## Histoire

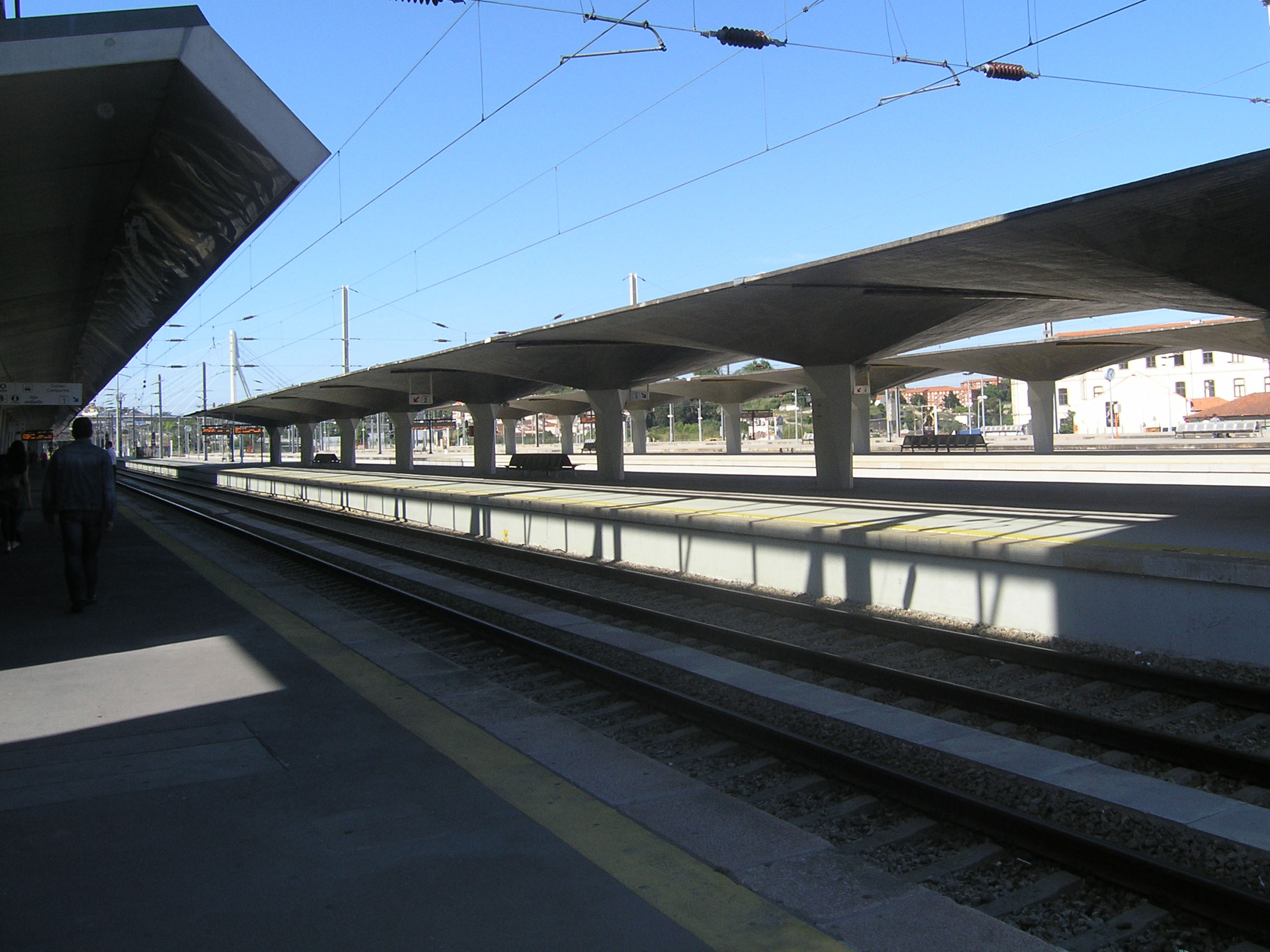
Gare de Porto Campanhã

La gare a été inaugurée en 1877 et était située dans le quartier historique de Quinta do Pinheiro. Comme il est en dehors du centre, un embranchement vers la gare de São Bento a été construit en 1896, qui fait maintenant partie de la Linha do Minho.

La station du même nom du métro de Porto est desservie par cinq lignes.

## Liens web
- La gare de Porto-Campanhã, sur le site de C.P.